# 코페르니쿠스 집

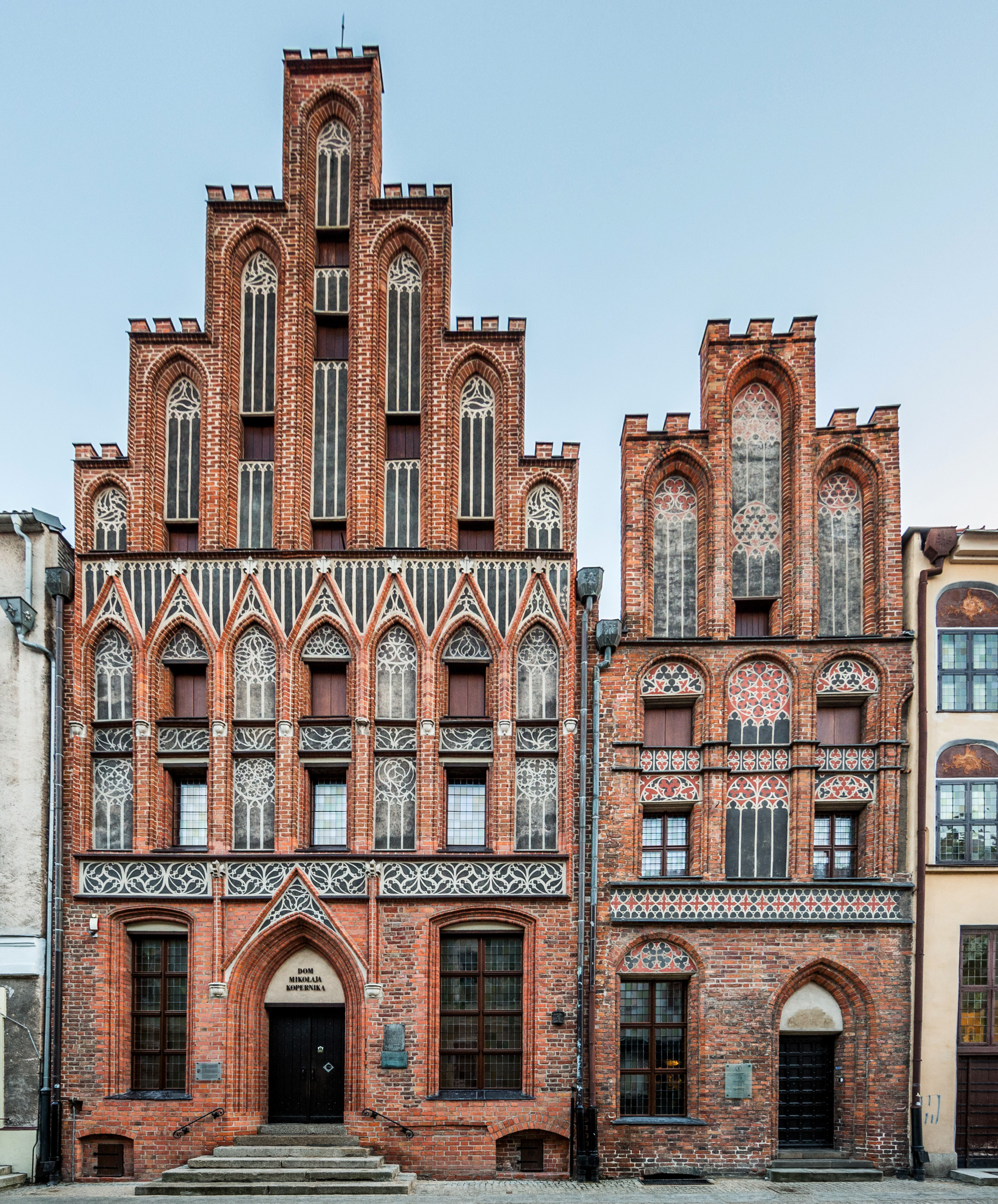
코페르니쿠스 집 외관

코페르니쿠스 집(폴란드어: Dom Kopernika w Toruniu)은 폴란드 토룬에 있는 고딕 양식의 주택이다. 15세기 후반 코페르니쿠스 가족의 소유였다. 많은 역사가들은 이곳을 니콜라우스 코페르니쿠스의 탄생지로 여기고 있다. 현재는 박물관으로 사용되고 있다.

## 역사
이 주택은 1370년으로 거슬러 올라가며, 중세 시대에는 주거와 보관 기능 모두 가능한 곡창 건물이라고 불렸다.
14세기 말에 직물상인 허보드 플라테가 이 집의 주인이 되었다. 1459년에 니콜라우스 코페르니쿠스의 할아버지인 루카스 바첸로데가 그의 조카인 시몬 팔브레히트로부터 집을 인수하여 곧 그의 딸 바르바라 바첸로데와 그녀의 배우자인 니콜라우스 코페르니쿠스 시니어에게 주었다. 많은 역사가들은 이 건물이 1473년에 니콜라우스 코페르니쿠스가 태어난 곳이라고 여기고 있다. 1480년에 코페르니쿠스 가족은 이 건물을 게오르그 폴니체에게 매각했다.
19세기에 이 건물은 임대 주택으로 개조되었다. 그 당시 내부는 재건되었고 외관은 석고로 마감되었다.
1929년에 이 집은 처음으로 기념물 등록부에 등록되었습니다. 1970년에 다시 이 목록에 올랐다.
이 임대 주택은 1972년과 1973년 사이에 개조 및 재건축되었다.
1973년부터 이 건물은 니콜라우스 코페르니쿠스 박물관으로 사용되고 있다.